# Джейн Эйр (телесериал, 1973)
«Джейн Эйр» (англ. Jane Eyre) — телесериал 1973 года производства BBC, поставленный режиссёром Джоан Крафт по роману Шарлотты Бронте «Джейн Эйр».

Джейн и Рочестер в исполнении Кьюсак и Джейстона

Джейн играет ирландка Сорча Кьюсак, аристократа Рочестера — Майкл Джейстон.

## В ролях
- Сорча Кьюсак — Джейн Эйр
- Жюльет Уэйли — юная Джейн Эйр
- Майкл Джейстон — Эдвард Фэйрфакс Рочестер
- Мегс Дженкинс — миссис Фэйрфакс
- Стефани Бичем — Бланш Ингрэм
- Бренда Кемпнер — Берта Рочестер
- Изабелла Росин — Адель
- Джеффри Уайтхед[англ.] — Сент-Джон Риверс
- Эдвард де Соуза[англ.] — Ричард Мейсон